# Scopula seclusoides
Scopula seclusoides är en fjärilsart som beskrevs av Claude Herbulot 1978. Scopula seclusoides ingår i släktet Scopula och familjen mätare. Inga underarter finns listade.